# Le fiabe più belle
Le fiabe più belle (世界名作童話シリーズ・ワ～ォ！メルヘン王国?, Sekai meisaku dōwa shirīzu - Wa-o! Meruhen ōkoku, lett. "La serie dei capolavori mondiali della fiaba - Wow! Il regno delle fiabe"; talvolta noto semplicemente come: アニメ世界の童話 Anime sekai no dōwa, lett. "Le fiabe del mondo in anime"), reintitolato Fiabissime nell'edizione home video, è un anime antologico prodotto da Toei Animation in collaborazione con Fuji Eight e Reteitalia, basato sui racconti più famosi del mondo, ed i suoi episodi sono tratti dalle fiabe di Le mille e una notte, dei fratelli Grimm, di Charles Perrault, Hans Christian Andersen e Carlo Collodi, ma anche dai romanzi di Lewis Carroll, Alexandre Dumas, Jonathan Swift, Johanna Spyri, Lyman Frank Baum ed Ernst Theodor Amadeus Hoffmann. 
La serie debuttò in Francia nell'ottobre 1994 in una collana di VHS, e venne poi trasmessa a dicembre su France 3. In Italia venne trasmessa su Italia 1 dal 4 febbraio 1995, mentre in Giappone andò in onda due mesi dopo, dal 7 aprile al 29 settembre 1995 su Fuji TV e altre emittenti, ma interrompendosi dopo 21 episodi.
Tra il 1975 e il 1983, Toei aveva già trasposto alcune di queste fiabe in anime nella serie di cortometraggi Le più famose favole del mondo, oltre che in una serie di film cinematografici (Le meravigliose avventure di Simbad, Le meravigliose favole di Andersen, Il gatto con gli stivali, La Sirenetta - La più bella favola di Andersen, Pollicina e La lampada di Aladino).

## Trama
Ogni episodio della serie è la trasposizione di un famoso racconto popolare, romanzi e fiabe:
- I fratelli Grimm (Cappuccetto Rosso, Biancaneve, Hansel e Gretel, I musicanti di Brema, Il lupo e i sette capretti, L'oca d'oro)
- Hans Christian Andersen (La piccola fiammiferaia, La sirenetta, Pollicina, Il vestito nuovo dell'imperatore)
- Charles Perrault (Cenerentola, Il gatto con gli stivali, La bella addormentata)
- Lewis Carroll (Alice nel paese delle meraviglie)
- Jonathan Swift (Gulliver)
- Alexandre Dumas (I tre moschettieri)
- Carlo Collodi (Pinocchio)
- Ernst Theodor Amadeus Hoffmann (Lo schiaccianoci)
- Johanna Spyri (Heidi)
- Lyman Frank Baum (Il mago di Oz)
- James Orchard Halliwell-Phillipps (I tre porcellini)
- Le mille e una notte (Aladino, Sindbad il marinaio e Ali Babà e i quaranta ladroni)
- Jeanne-Marie Leprince de Beaumont (La bella e la bestia)
- Howard Pyle (Le avventure di Robin Hood)

A volte gli episodi non seguono pedissequamente la storia originale e sono state fatte delle variazioni a livello di trama come: omissioni, tagli o finali inventati. Tutto questo per rendere fruibile a tutti la visione. In alcune di esse, è possibile notare l'influenza di altre versioni popolari di tali fiabe, in particolare le celeberrime trasposizioni animate ad opera della Walt Disney Pictures (ad esempio nell'episodio di Pinocchio, lui e il Grillo Parlante scappano in tempo dal Paese dei Balocchi e quando esce dalla balena con Geppetto la fa starnutire accendendo un fuoco, anche  La sirenetta termina con un lieto fine e la protagonista si chiama Ariel, oppure il genio della lampada di Aladino ha la pelle blu e le orecchie a punta).

## Sigle
Nella versione originale sono stati utilizzati come sigle due brani strumentali composti da Seiji Yokoyama.
Sigla iniziale e finale italiana
- Le fiabe più belle - cantata da Cristina D'Avena, musica di Silvio Amato, testo di Alessandra Valeri Manera.[4]

## Distribuzione

### Edizione italiana
In Italia la serie è stata trasmessa due mesi prima rispetto al Giappone, nella versione censurata su Italia 1 a partire da sabato 4 febbraio 1995, andando in onda dal lunedì al sabato durante Ciao Ciao Mattina e la domenica mattina durante Bim Bum Bam. Nella versione italiana Mediaset ha apportato censure come tagli e fermi immagine per censurare alcune scene violente o dove c'è la presenza del sangue. Nel doppiaggio italiano sono stati alterati alcuni dialoghi o nomi di personaggi, ad esempio la Sirenetta viene chiamata Ariel come nel film Disney, mentre nell'originale si chiama Lina (リーナ?, Rīna). Inoltre, la colonna sonora originale è stata sostituita con un nuovo commento musicale composto ad hoc da Enzo Draghi. Il doppiaggio italiano è stato effettuato dalla Deneb Film di Milano sotto la direzione di Lidia Costanzo che ha curato anche i dialoghi con Tullia Piredda.
La serie è stata poi replicata su Boing dal 18 dicembre 2006. Su Hiro, dal 5 ottobre 2009, è andata in onda la versione integrale dell'anime, trasmessa successivamente anche su Cartoonito dall'8 marzo 2014, ma interrotta dopo 14 episodi.

### Doppiaggio
| Personaggi                 | Voce giapponese    | Voce italiana       |
| -------------------------- | ------------------ | ------------------- |
| Narratrice                 | Mami Koyama        | Patrizia Scianca    |
| Aladino                    |                    |                     |
| Aladino                    | Ryōtarō Okiayu     | Davide Garbolino    |
| Principessa                | Yuka Koyama        | Emanuela Pacotto    |
| Genio della lampada        | Daisuke Gōri       | Pietro Ubaldi       |
| Genio dell'anello          | Yūji Machi         | Marco Balzarotti    |
| Mago malvagio              | Kōji Totani        | Giovanni Battezzato |
| Cenerentola                |                    |                     |
| Cenerentola                | Yūko Minaguchi     | Debora Magnaghi     |
| Matrigna                   | Yumi Nakatani      | Tullia Piredda      |
| Genoveffa                  |                    | Patrizia Scianca    |
| Fata madrina               | Haru Endō          | Annamaria Mantovani |
| La bella e la bestia       |                    |                     |
| Bella                      | Aya Hisakawa       | Elisabetta Spinelli |
| Bestia                     | Yusaku Yara        | Pietro Ubaldi       |
| Principe                   | Ryō Horikawa       | Luca Semeraro       |
| Padre                      |                    | Enrico Bertorelli   |
| Sorella bionda             | Wakana Yamazaki    | Lara Parmiani       |
| Sorella mora               | Chiharu Kataishi   | Cinzia Massironi    |
| Ninfa buona                | Yōko Kawanami      | Lidia Costanzo      |
| Il gatto con gli stivali   |                    |                     |
| Gatto                      | Yasuhiro Takato    | Diego Sabre         |
| Duca del mulino            |                    | Davide Garbolino    |
| Principessa                | Yuriko Yamamoto    | Lara Parmiani       |
| Orco                       | Ikuya Sawaki       | Maurizio Scattorin  |
| Hansel e Gretel            |                    |                     |
| Hansel                     | Tomiko Suzuki      | Davide Garbolino    |
| Gretel                     | Mariko Kōda        | Lara Parmiani       |
| Strega                     | Nobuyo Tsuda       | Grazia Migneco      |
| Taglialegna                | Kazumi Tanaka      | Pietro Ubaldi       |
| Matrigna                   | Michiko Abe        | Annamaria Mantovani |
| La piccola fiammiferaia    |                    |                     |
| Piccola fiammiferaia       | Yumi Tōma          | Lara Parmiani       |
| Nonna                      | Akiko Takamura     | Grazia Migneco      |
| Pinocchio                  |                    |                     |
| Pinocchio                  | Minami Takayama    | Deborah Morese      |
| Fata turchina              | Hiroko Emori       | Lara Parmiani       |
| Grillo parlante            | Bin Shimada        | Riccardo Peroni     |
| Lucignolo                  | Junko Hagimori     | Debora Magnaghi     |
| Biancaneve                 |                    |                     |
| Biancaneve                 | Yuri Amano         | Debora Magnaghi     |
| Regina malvagia            | Eiko Masuyama      | Lidia Costanzo      |
| Principe                   | Nobutoshi Hayashi  | Luca Bottale        |
| Regina buona               | Akiko Sekine       | Lara Parmiani       |
| Cacciatore                 |                    | Diego Sabre         |
| I tre porcellini           |                    |                     |
| 1° porcellino              | Keiko Yamamoto     | Patrizia Scianca    |
| 2° porcellino              | Michiyo Yanagisawa | Davide Garbolino    |
| Lupo cattivo               | Yasuhiko Kawazu    | Giovanni Battezzato |
| Nonna                      | Nana Yamaguchi     | Grazia Migneco      |
| Le avventure di Robin Hood |                    |                     |
| Robin Hood                 | Hikaru Midorikawa  | Diego Sabre         |
| Little John                | Kōzō Shioya        | Tony Fuochi         |
| Frate Tuck                 | Hirohiko Kakegawa  | Sante Calogero      |
| Principe Giovanni          | Kazunari Tanaka    | Davide Garbolino    |
| Sceriffo di Notthingam     |                    | Giovanni Battezzato |
| La bella addormentata      |                    |                     |
| Principessa                | Yuri Shiratori     | Federica Valenti    |
| Principe                   | Jun'ichi Kanemaru  | Davide Garbolino    |
| Strega malvagia            | Reiko Yamada       | Lidia Costanzo      |
| Fata buona                 | Junko Hagimori     | Debora Magnaghi     |
| Re                         | Ikuya Sawaki       | Mario Zucca         |
| Regina                     | Chiyoko Kawashima  | Marina Thovez       |
| Dama di compagnia          | Seiko Tomoe        | Grazia Migneco      |
| L'oca d'oro                |                    |                     |
| Principessa                | Wakana Yamazaki    | Federica Valenti    |

| Personaggi                       | Voce giapponese     | Voce italiana       |
| -------------------------------- | ------------------- | ------------------- |
| Il lupo e i sette capretti       |                     |                     |
| Mamma capra                      | Akiko Tsuboi        | Marina Thovez       |
| 7° capretto                      | Konami Yoshida      | Deborah Morese      |
| Lupo cattivo                     | Kōji Totani         | Riccardo Peroni     |
| Alice nel paese delle meraviglie |                     |                     |
| Alice                            | Rumi Kasahara       | Debora Magnaghi     |
| Coniglio bianco                  | Bin Shimada         | Pietro Ubaldi       |
| Regina di cuori                  | Kazue Komiya        | Lidia Costanzo      |
| Re di cuori                      | Masaharu Satō       | Riccardo Peroni     |
| Gatto sardonico                  | Kazunari Tanaka     | Pietro Ubaldi       |
| Alì Babà e i quaranta ladroni    |                     |                     |
| Alì Babà                         | Shinichiro Ohta     | Claudio Moneta      |
| Marujana                         | Aya Hisakawa        | Elisabetta Spinelli |
| Pollicina                        |                     |                     |
| Pollicina                        | Wakana Yamazaki     | Marina Massironi    |
| Topolina                         | Miyoko Asō          | Grazia Migneco      |
| Mamma rospa                      | Noriko Uemura       | Lisa Mazzotti       |
| Cappuccetto Rosso                |                     |                     |
| Cappuccetto rosso                | Ikue Ōtani          | Debora Magnaghi     |
| Nonna                            | Hisako Kyōda        | Grazia Migneco      |
| Lupo cattivo                     | Tesshō Genda        | Pietro Ubaldi       |
| Cacciatore                       | Yasuhiko Kawazu     | Marco Balzarotti    |
| Gulliver                         |                     |                     |
| Gulliver                         | Takaya Hashi        | Gianfranco Gamba    |
| I tre moschettieri               |                     |                     |
| D'Artagnan                       | Toshihiko Seki      | Gabriele Calindri   |
| Aramis                           | Nobutoshi Hayashi   | Luca Semeraro       |
| Re Luigi XIII                    | Masaharu Satō       | Riccardo Peroni     |
| Cardinale Richelieu              | Takeshi Aono        | Pietro Ubaldi       |
| Milady de Winter                 | Megumi Terase       | Maddalena Vadacca   |
| Costanza                         | Junko Hagimori      | Elisabetta Spinelli |
| Lo schiaccianoci                 |                     |                     |
| Principe schiaccianoci           | Tsutomu Kashiwakura | Davide Garbolino    |
| Marie                            | Kumiko Nishihara    | Deborah Morese      |
| Re dei topi                      | Kōzō Shioya         | Riccardo Peroni     |
| Fritz                            | Daisuke Sakaguchi   | Gabriele Calindri   |
| Principessa Pirlipat             | Mariko Onodera      | Donatella Fanfani   |
| Il mago di Oz                    |                     |                     |
| Dorothy                          | Yuka Koyama         | Debora Magnaghi     |
| Leone codardo                    | Yukimasa Kishino    | Pietro Ubaldi       |
| Strega del nord                  | Hiroko Emori        | Grazia Migneco      |
| Strega del sud                   | Yūko Nagashima      | Marina Thovez       |
| Strega dell'ovest                | Masako Katsuki      | Lidia Costanzo      |
| Il vestito nuovo dell'imperatore |                     |                     |
| Imperatore                       | Kinpei Azusa        | Enrico Bertorelli   |
| I musicanti di Brema             |                     |                     |
| Asino                            | Joji Yanami         | Giovanni Battezzato |
| Cane                             | Takeshi Aono        | Enrico Bertorelli   |
| Gatto                            | Keiko Yamamoto      | Giorgio Melazzi     |
| Gallo                            | Shinichiro Ohta     | Pietro Ubaldi       |
| La sirenetta                     |                     |                     |
| Ariel (Lina)                     | Yuka Koyama         | Debora Magnaghi     |
| Principe                         | Hikaru Midorikawa   | Davide Garbolino    |
| Re del mare                      |                     | Pietro Ubaldi       |
| Strega del mare                  |                     | Caterina Rochira    |
| Principessa                      |                     | Elisabetta Spinelli |
| Sinbad il marinaio               |                     |                     |
| Sinbad                           | Akira Kamiya        | Diego Sabre         |
| Heidi                            |                     |                     |
| Heidi                            |                     | Deborah Morese      |
| Peter                            |                     | Davide Garbolino    |
| Nonno                            |                     | Pietro Ubaldi       |
| Clara                            |                     | Elisabetta Spinelli |
| Signora Rottenmeier              |                     | Caterina Rochira    |
| Signora Seseman                  |                     | Grazia Migneco      |

## Episodi
La serie è formata da una stagione composta da 26 episodi, di cui gli ultimi 5 non sono stati trasmessi in Giappone ma distribuiti direttamente in home video. Di seguito l'elenco degli episodi nel loro ordine di trasmissione originale.
| Nº | Titolo italiano Giapponese 「Kanji」 - Rōmaji                                          | In onda           | In onda          |
| Nº | Titolo italiano Giapponese 「Kanji」 - Rōmaji                                          | Giapponese        | Italiano         |
| 1  | Aladino 「アラジンと魔法のランプ」 - Arajin to mahō no ranpu                           | 7 aprile 1995     | 4 febbraio 1995  |
| 2  | Cenerentola 「シンデレラ」 - Shinderera                                                | 14 aprile 1995    | 5 febbraio 1995  |
| 3  | La bella e la bestia 「美女と野獣」 - Bijo to yajū                                     | 21 aprile 1995    | 6 febbraio 1995  |
| 4  | Il gatto con gli stivali 「長靴をはいた猫」 - Nagagutsu wohaita neko                   | 28 aprile 1995    | 7 febbraio 1995  |
| 5  | Hansel e Gretel 「ヘンゼルとグレーテル」 - Henzeru to Gureteru                         | 12 maggio 1995    | 8 febbraio 1995  |
| 6  | La piccola fiammiferaia 「マッチ売りの少女」 - Macchi uri no shōjo                     | 19 maggio 1995    | 9 febbraio 1995  |
| 7  | Pinocchio 「ピノキオ」 - Pinokio                                                       | 26 maggio 1995    | 10 febbraio 1995 |
| 8  | Biancaneve 「白雪姫」 - Shirayukihime                                                  | 2 giugno 1995     | 11 febbraio 1995 |
| 9  | I tre porcellini 「三匹のこぶた」 - Sanbiki nokobuta                                   | 9 giugno 1995     | 12 febbraio 1995 |
| 10 | Le avventure di Robin Hood 「ロビンフッド」 - Robin Fuddo                              | 16 giugno 1995    | 13 febbraio 1995 |
| 11 | La bella addormentata 「眠れる森の美女」 - Nemure ru mori no bijo                      | 23 giugno 1995    | 14 febbraio 1995 |
| 12 | L'oca d'oro 「金のがちょう」 - Kin nogachō                                             | 7 luglio 1995     | 15 febbraio 1995 |
| 13 | Il lupo e i sette capretti 「狼と七匹の子やぎ」 - Ookami to nanahiki no ko yagi        | 14 luglio 1995    | 16 febbraio 1995 |
| 14 | Alice nel Paese delle Meraviglie 「不思議の国のアリス」 - Fushigi no kuni no Arisu     | 21 luglio 1995    | 17 febbraio 1995 |
| 15 | Ali' Babà e i quaranta ladroni 「アリババと40人の盗賊」 - Ari Baba to 40 nin no tōzoku | 28 luglio 1995    | 18 febbraio 1995 |
| 16 | Pollicina 「おやゆび姫」 - Oyayubi hime                                                | 11 agosto 1995    | 19 febbraio 1995 |
| 17 | Cappuccetto Rosso 「赤ずきん」 - Aka Zukin                                             | 18 agosto 1995    | 20 febbraio 1995 |
| 18 | Gulliver 「ガリバー旅行記」 - Gariba ryokōki                                           | 25 agosto 1995    | 21 febbraio 1995 |
| 19 | I tre moschettieri 「三銃士」 - Sanjūshi                                               | 1º settembre 1995 | 22 febbraio 1995 |
| 20 | Lo schiaccianoci 「くるみ割り人形」 - Kurumi wari ningyō                               | 8 settembre 1995  | 23 febbraio 1995 |
| 21 | Il mago di Oz 「オズの魔法使い」 - Ozu no mahōtsukai                                   | 29 settembre 1995 | 24 febbraio 1995 |
| 22 | Il vestito nuovo dell'imperatore 「はだかの王様」 - Hadakano ōsama                     | –                 | 25 febbraio 1995 |
| 23 | I musicanti di Brema 「ブレーメンの音楽隊」 - Buremen no ongakutai                     | –                 | 26 febbraio 1995 |
| 24 | La sirenetta 「人魚姫」 - Ningyohime                                                   | –                 | 27 febbraio 1995 |
| 25 | Sindbad il marinaio 「シンドバッドの冒険」 - Shindobaddo no bōken                      | –                 | 28 febbraio 1995 |
| 26 | Heidi 「ハイジ」 - Haiji                                                               | –                 | 1º marzo 1995    |

## Edizioni home video

### Giappone
In Giappone, Toei Video ha distribuito un box da 8 DVD intitolato Sekai meisaku mukashi banashi (世界名作昔ばなし?) contenente 24 episodi della serie, omettendo gli episodi 10 e 26.

### Italia
In Italia, la serie completa è stata distribuita nel 1995 in edicola in formato VHS dalla De Agostini, che ancora ne detiene i diritti. Tuttavia gli episodi vengono presentati in un ordine e con alcuni titoli leggermente diversi da quelli originali; talvolta neppure il titolo di copertina corrisponde del tutto con quello che appare nel cartello iniziale. La stessa De Agostini si è occupata anche del mercato internazionale, distribuendo gli episodi in Francia e in altri paesi europei, oltre che in Messico. Il titolo della serie è stato cambiato in Fiabissime, e subito dopo una nuova sigla inedita di Cristina D'Avena, ogni episodio ha una propria apertura, per un totale di 26 sigle composte da Enzo Draghi e interpretate dal coro de I Piccoli Cantori di Milano. Dopo alcune riedizioni, nel 2004 la serie è uscita nuovamente per la De Agostini in edicola, questa volta in DVD. Nei negozi gli episodi della serie sono stati distribuiti da Legocart, sia in VHS che in DVD, in questo caso senza riportare in copertina il titolo della serie e senza la sigla di Cristina D'Avena; e da Azzurra Music in DVD con il titolo originale televisivo Le fiabe più belle.